# Lista de cavalos notáveis do western

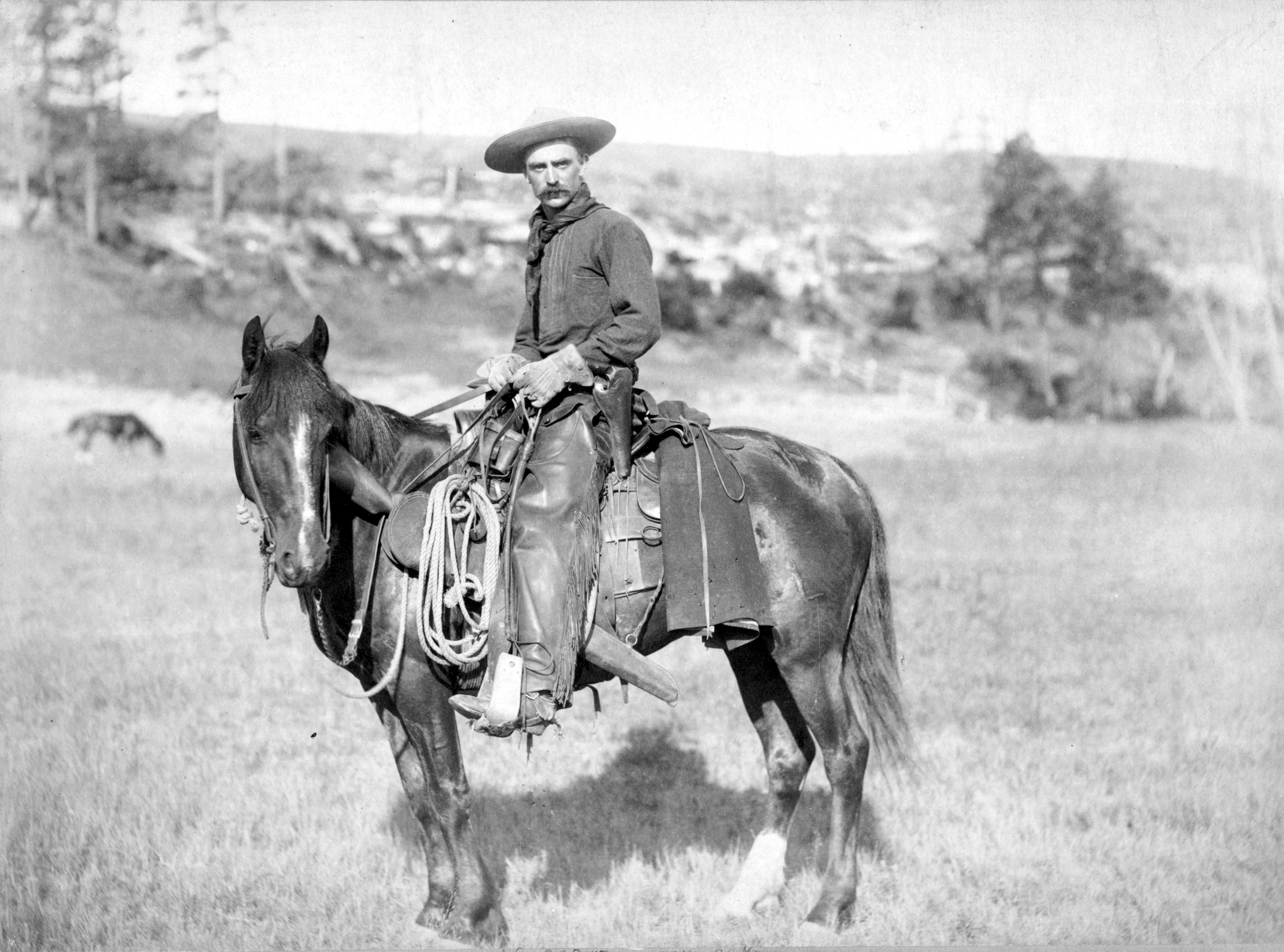
Cowboy em 1888. O cavalo, companheiro inseparável do cowboy, faz parte da mitologia Western

Cavalos notáveis do western são os “wonder horses” (“Cavalos Maravilha”), termo inglês que se refere aos cavalos companheiros dos cowboys nos primórdios do Cinema Western. O que tornava esses cavalos diferentes dos outros que surgiram ao longo da história do cinema era o seu lugar de companheiro fiel, com uma personalidade própria e genuinamente cinematográfica. Um grande número desses cavalos alcançou fama, muitas vezes recebendo a mesma bilheteria que seus coadjuvantes humanos, e muitas vezes formou-se tal simbiose entre o nome fictício e o nome verdadeiro do cavalo-ator, que se tornou difícil falar separadamente do personagem e do cavalo que o interpretou.
Embora os primeiros cavalos heróicos do Western tenham surgido com o cinema mudo, eles alcançaram grande destaque durante a época dos filmes B (Western B), entre os anos 30 e os anos 50.
Durante as primeiras décadas do cinema sonoro, os filmes de cowboy tinham como alvo a juventude, e os heróis eram unidimensionais, seu estereótipo representava e transmitia a verdade e a bondade ao público jovem. Mais popular entre os telespectadores adolescentes do que um ajudante humano, o cavalo heróico poderia não só superar as artimanhas dos vilões, como também realizaria uma série de façanhas e truques para garantir o triunfo do herói cowboy.
O vínculo entre um cowboy e seu cavalo é uma parte importante da cultura e da mitologia Western, as quais foram criadas e difundidas através desde as primeiras novelas populares, as “dime novels” estadunidenses, das revistas em quadrinhos, até o Western. Filmes com cavalos heróicos embelezavam esta relação entre homem e animal, ao mesmo tempo aumentando as qualidades excepcionais e heróicas do cowboy por sua associação com um animal notável.

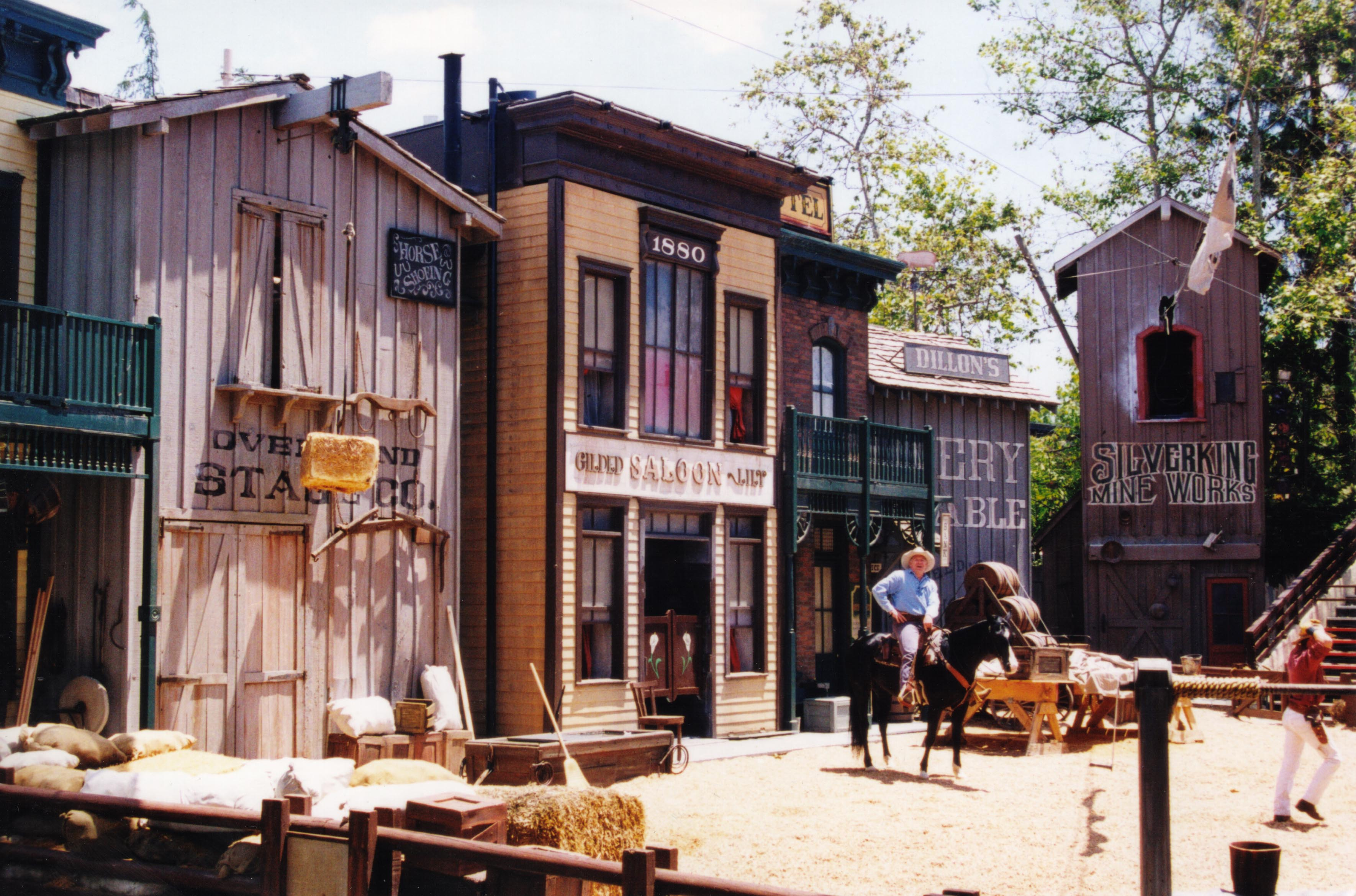
Estúdio da Universal: o cowboy e o cavalo, companheiros inseparáveis nos filmes Western

## Principais cavalos notáveis do Western

### Fritz
Fritz foi o primeiro cavalo a figurar nos créditos de um filme, como coadjuvante de seu cavaleiro, William S. Hart, aparecendo em pelo menos oito filmes mudos: Pinto Ben (1915), Hell’s Hinges (1916), The Narrow Trail (1917), Blue Blazes Rawden (1918), The Toll Gate (1920), Sand (1920), Three Word Brand (1921), e Singer Jim McKee (1924). Ele recebia correspondência de seus próprios fãs, que incluía, muitas vezes, cubos de açúcar de admiradores.
Durante sua carreira, Fritz foi muito estimado por seu colega de atuação, o ator William S. Hart. O cavalo pertencera ao produtor cinematográfico Thomas Ince, mas durante uma negociação com Ince, Hart adquiriu a sua propriedade. Fritz era conhecido por sua capacidade de fazer acrobacias únicas e arriscadas, saltava rios caudalosos, saltava através das janelas, sobre o fogo, e "permitia ser atirado ao chão após uma parada súbita". Em sua autobiografia, Hart fala ternamente de Fritz, e descreve algumas de suas peripécias juntos.
Após sua aposentadoria do cinema, Fritz viveu o resto de seus 31 anos no rancho de Hart, na Califórnia. Sua sepultura é marcada por um monumento que diz: “Bill Hart's Pinto Pony Fritz—Aged 31 Years—A Loyal Comrade”.

### Tony
O primeiro cavalo a receber a denominação “The Wonder Horse” (“Cavalo Maravilha”), Tony foi o companheiro do ator Tom Mix. Ele estrelou em mais de duas dezenas de filmes mudos e sonoros durante sua carreira, tornando-se uma celebridade. Quando Mix colocou suas impressões no Grauman's Chinese Theatre, em 1927, pegadas de Tony foram colocados ao lado dele. Ele foi o primeiro cavalo a ter igualdade de bilheteria com sua co-estrela humana, e foi destaque no título dos três filmes: Just Tony (1922), Oh! You Tony (1924), e Tony Runs Wild (1926).
Tony é mais conhecido por sua notável inteligência e capacidade de realizar acrobacias, muitas das quais não seriam permitidas hoje. Mix alegadamente não precisava treinar Tony, mas simplesmente mostrar a ele o que fazer para cada façanha. Tais cenas incluíam desvinculação das mãos de Mix, abrindo portas, afrouxando suas rédeas, resgatando Mix do fogo, pulando de um penhasco para outro, e correndo atrás de trens.
Tony aposentou-se da indústria cinematográfica aos 22 anos, ao ficar levemente ferido no set de seu último filme, The Fourth Horseman (1932). Ele sobreviveu a Tom Mix, morrendo em 1942, dois anos depois de Mix morrer em um acidente de carro.
Depois da aposentadoria de Tony, Tom Mix começou a atuar com outro cavalo em seus filmes, Tony Jr. Em 1932, Mix voltara às telas, pela Universal, mas deixou o cinema ao se machucar quando caiu com o cavalo Tony Jr., em uma cena de “Rustler’s Roundup” (Mascarado Magnânimo), em 1933.
Em 1935, Tom Mix voltou a atuar, em um seriado de 15 capítulos, “The Miracle Rider” (O Cavaleiro Alado), onde interpretava um Texas Ranger. Foi dublado, em várias cenas, por Cliff Lyons, pois a idade e os ferimentos o incomodavam. Após o circo diminuir sua renda consideravelmente, Tom passou a se exibir, na Europa, com seu cavalo Tony II, um terceiro cavalo usado para aparições públicas. Além de Tony, Tony Jr. e Tony II, Tom Mix montou também os cavalos Old Blue, nos tempos da Selig, e Satan.

### Rex
Conhecido como “Rex the Wonder Horse” e “King of the Wild Horses”, Rex foi um “Morgan horse” negro com uma reputação feroz. Apesar do fato de, ao longo dos anos, ter sido chamado de "cruel", "genioso", "pouco confiável" e "perigoso", Rex esteve na indústria cinematográfica por quase quinze anos, estrelando em mais de uma dúzia de filmes. Poucos atores estavam dispostos a trabalhar com o cavalo selvagem, e assim um dublê foi muitas vezes utilizado em close-ups. Rex foi o primeiro cavalo a estrelar seus próprios filmes.
Rex apareceu em filmes mudos e sonoros, tais como The King of the Wild Horses (1924), The Devil Horse (1926), No Man's Law (1927), King of the Wild Horses (1933), Law of the Wild (1934), The Adventures of Rex and Rinty (1935), Robinson Crusoe of Clipper Island, The Vanishing Legion (1931) e King of the Sierras (1938). Era muito frequentemente a estrela desses filmes, trazendo comédia e ação à tela. Numa cena de No Man's Law, por exemplo, Rex salva uma jovem mulher, que nada despida, de um par de vilões encrenqueiros.

### Starlight
Em torno de 1928, Jack Perrin fez alguns westerns para a Universal Pictures, tais como Two Outlaws (1928), Wild Blood (1929) e Plunging Hoofs (1929) entre outros, muitos dos quais com destaque para o garanhão preto Rex the Wonder Horse. Nessa época, Jack também cavalgava um corcel branco com o nome de Starlight, creditado como The Wonder Horse, e os dois cavalos aparecem juntos nos westerns de Perrin.

### Tarzan

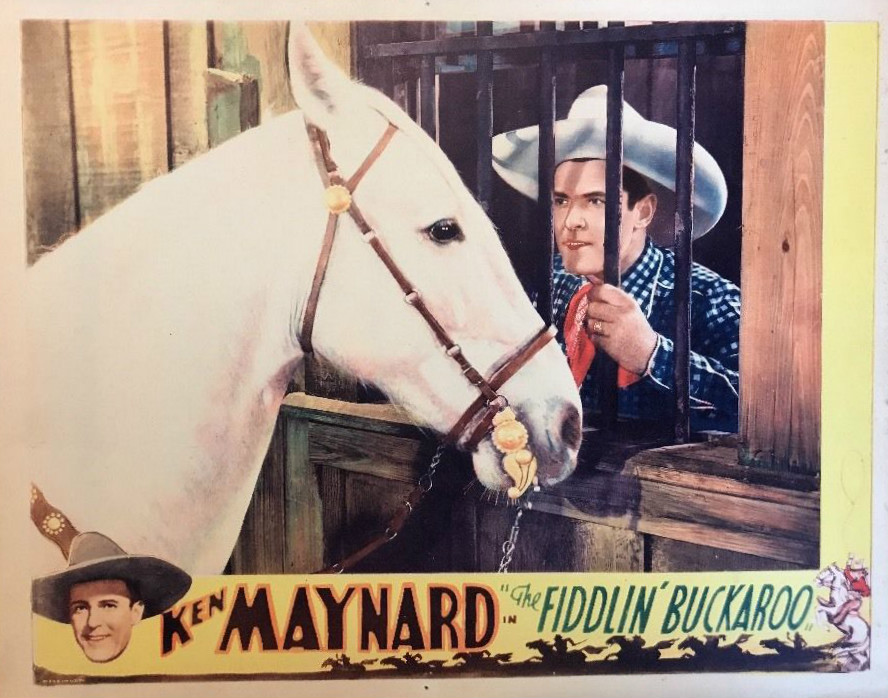
Tarzan e Ken Maynard em anúncio do filme Fiddlin' Buckaroo de 1933

Tarzan foi o heroico cavalo companheiro na tela do cinema mudo e cinema sonoro do ator Ken Maynard, considerado o primeiro “cowboy cantor” do cinema. Juntos, os dois estrelaram mais de cinco dúzias de filmes e seriados, a partir de 1925 até a morte de Tarzan, em 1940.
Enquanto os heroicos cavalos anteriores tinham sido utilizados pelo seu cowboy coadjuvante para realizar acrobacias impressionantes, o ator Ken Maynard foi o primeiro a aproveitar as vantagens de um cavalo talentoso. Enquanto Tarzan poderia fazer acrobacias, como pular de penhascos, ele era mais conhecido pelos seus truques, como a dança, curvando-se, balançando a cabeça para responder a perguntas, se fingindo de morto, desamarrando cordas, arrastando Maynard para a segurança, ou empurrando-o para os braços da heroína. Incrivelmente inteligente, Tarzan executava essas acrobacias em resposta às palavras de comando de Maynard.

### Trigger

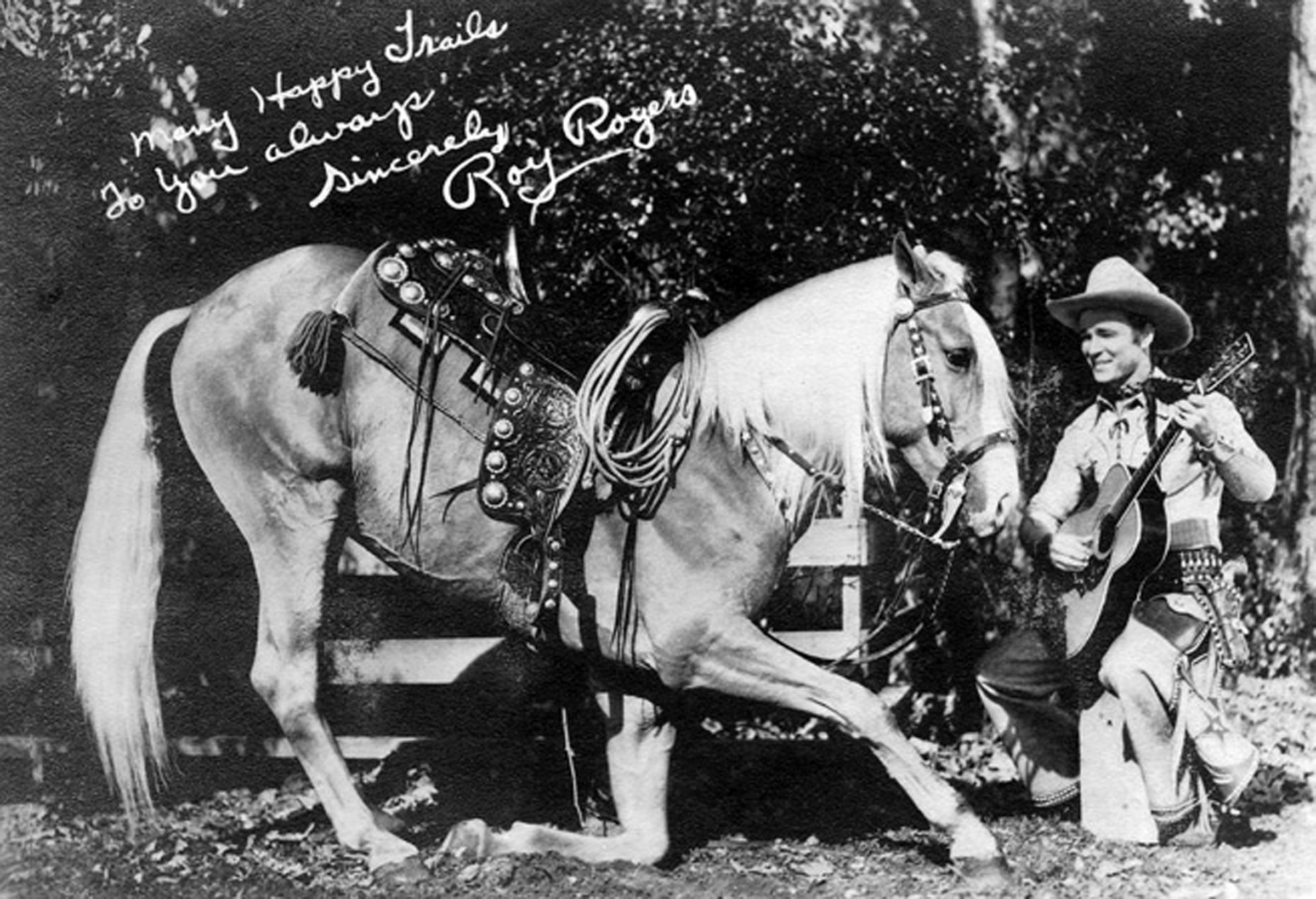
Foto publicitária de Trigger e Roy Rogers

Um dos mais conhecidos cavalos heróicos do cinema foi o palomino de Roy Rogers, Trigger. Enquanto Rogers era "O Rei dos Cowboys", Trigger era chamado de "O Cavalo Mais Inteligente do Cinema"; ele apareceu em 81 dos filmes de Rogers, assim como em 101 shows de televisão.
Trigger, nascido em 1932, chegou a ter uma revista de histórias em quadrinhos com seu nome, e se retirou do meio artístico em 1957, morrendo em 1965, aos 33 anos. Foi então empalhado e colocado no “Roy Rogers Museum”, na Califórnia e depois em Branson, Missouri, até seu encerramento. Em 14 de julho de 2010, Trigger foi vendido em leilão na Christie's New York Saleroom para Patrick Gottsch, cujo plano é montar uma mostra na sede social da RFD-TV, em Omaha, Nebraska.
Trigger era anunciado como "O cavalo mais esperto no Cinema". Seu treinador, Glen Randall, descreveu-o como sendo "quase humano", sabendo 60 truques diferentes. Tal como Tarzan, muitos de seus truques foram realizados por sugestão de palavra. Um dos seus atributos era ser domesticado, permitindo que Roy Rogers fizesse aparições em público com ele. Durante uma viagem a Nova Iorque, foi relatado pelo Times que o público ficara encantado com sua dança e os seus truques de fingir de morto no chão do salão do Hotel Astor.
Como Tony, havia mais de um cavalo usando o nome Trigger. Little Trigger e Trigger, Jr. também foram utilizados para aparições públicas, cinema e televisão, para diminuir a tensão e estresse do Trigger original. Rogers colocou suas mãos e Trigger seus cascos no Grauman's Chinese Theatre em 1949.
Em homenagem ao cavalo de Roy Rogers, o violão do cantor country Willie Nelson se chama "Trigger".

### Champion

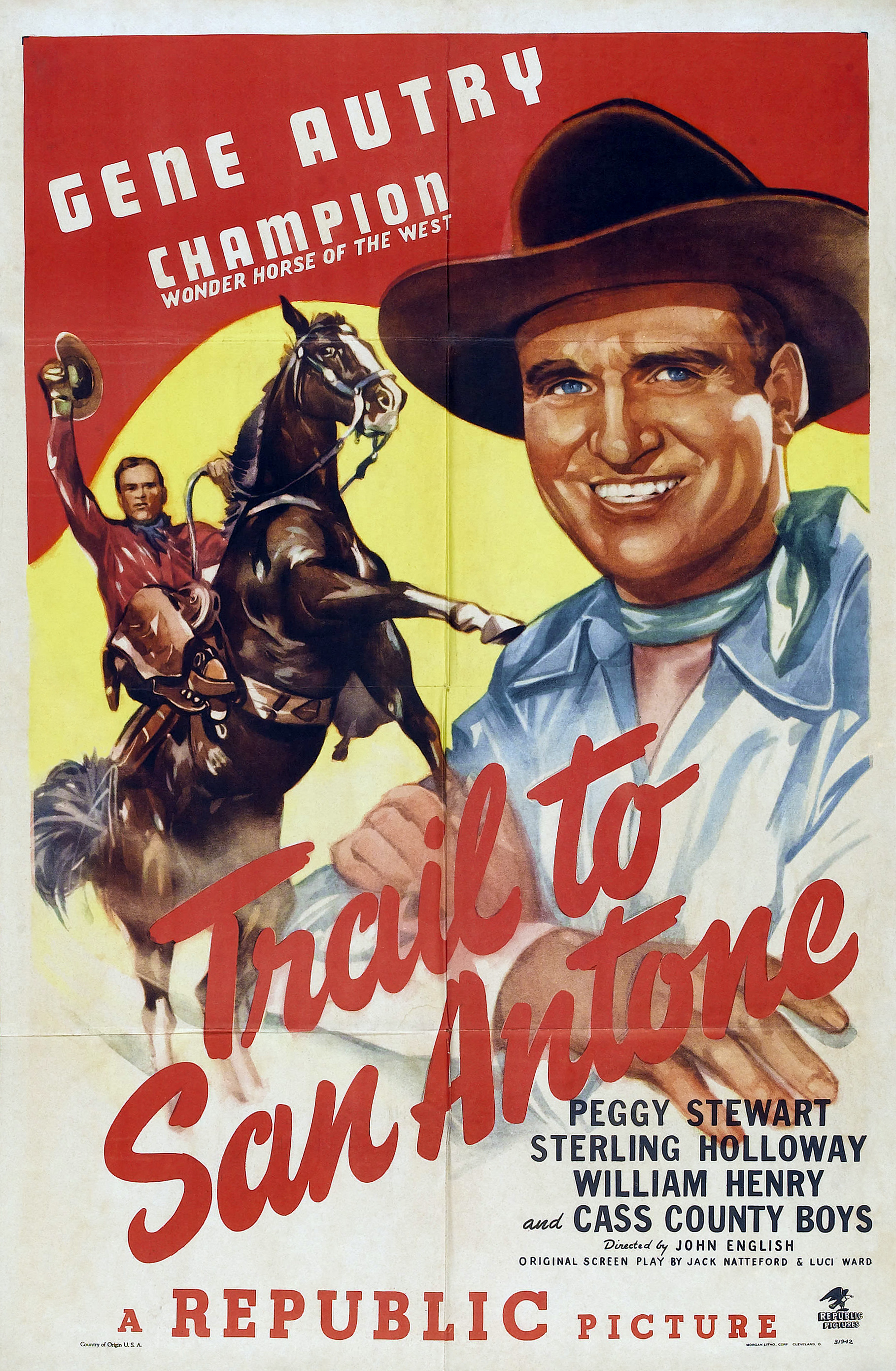
Gene Autry com seu cavalo Champion em cartaz do filme Trail To San Antone de 1947

“Champion the Wonder Horse”, foi o companheiro de tela do cowboy cantor Gene Autry. Originalmente pertencente à Tom Mix, provavelmente foi comprado por Autry depois de trabalhar com ele na série The Phantom Empire. Vários cavalos tiveram o nome Champion, e o primeiro deles faleceu enquanto Autry servia na Força Aérea durante a Segunda Guerra Mundial.
Champion foi capaz de realizar numerosos truques, incluindo saltar através de aros de papel cobertos e galopar em determinada direção chegando a um ponto em cima de um piano. Gene Autry e Champion (provavelmente Champion II) deixaram suas impressões no Grauman's Chinese Theatre em 1949.
Champion (e seus sucessores) apareceram em quase cem filmes e séries de televisão dos anos 1930 até os anos 1950. Champion foi destaque na sua própria série de televisão, “The Adventures of Champion”, baseado na série de rádio com o mesmo nome.
Letra da música-tema enfatiza seu status como “Wonder Horse”:
| “ | Like a streak of lightnin' flashin' 'cross the sky, Like the swiftest arrow whizzin' from a bow, Like a mighty cannonball he seems to fly. You'll hear about him ever'where you go. The time'll come when everyone will know The name of Champion the Wonder Horse! | ” |

Em 1990, após a morte de Champion, Autry colocou à venda seu rancho de 22 acres, que agora é conhecido como “Melody Ranch Motion Picture Studio” e “Melody Ranch Studios”.

### Silver
- Lone Ranger

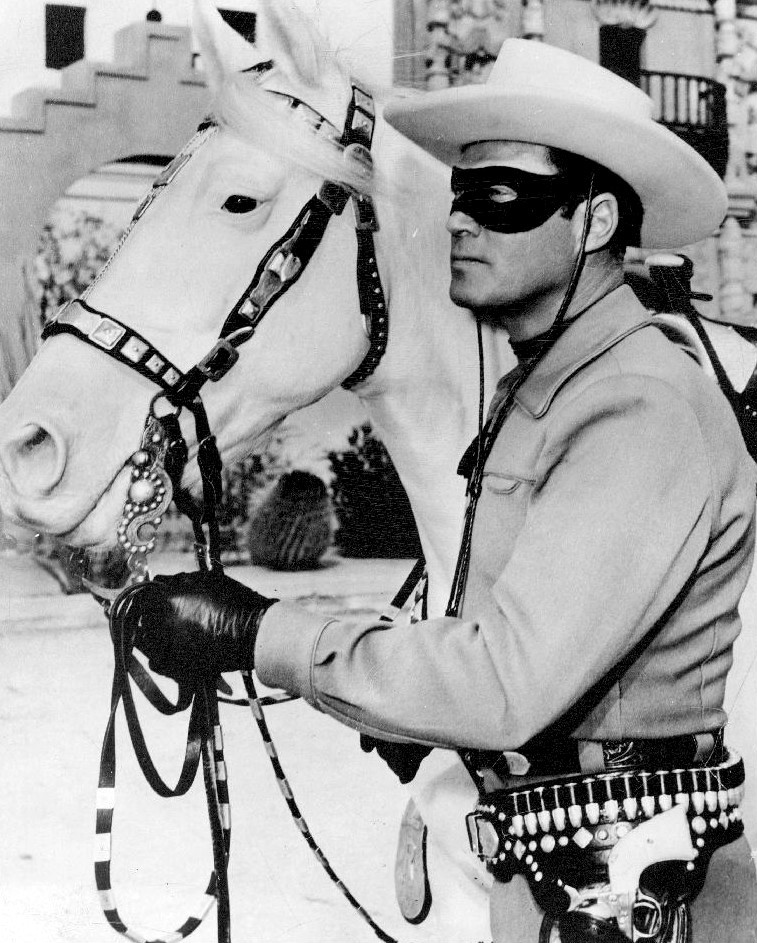
Lone Ranger (Claytoon Moore) e Silver

Silver foi o nome de vários cavalos da ficção western.
Era o nome do cavalo de Lone Ranger (O Cavaleiro Solitário) ainda na série de rádio, que foi transmitida a partir de 1933 e teve quase três mil episódios. O sucesso levou à adaptação para livros, quadrinhos, cinema e televisão.
Nos seriados de Lone Ranger produzidos nos anos 1930, The Lone Ranger, em 1938, e The Lone Ranger Rides Again, em 1939, Silver era o nome do cavalo de Lone Ranger, e foi interpretado pelos cavalos Silver King e Silver Chief, respectivamente.
Na série de TV Lone Ranger, produzida entre 1949 e 1957, estrelada por Clayton Moore, continuou a ser Silver o nome do cavalo do personagem. No Brasil o personagem era erroneamente denominado Zorro e atualmente é conhecido como Cavaleiro Solitário. Silver era um belo cavalo branco, e ficou famoso o grito que o herói dava ao se despedir a galope em direção ao horizonte: "Hi-yo Silver, away!", o que muitas vezes abria caminho para a música-tema da série, a galopante abertura da ópera Guillaume Tell, de Rossini.
- Buck Jones

O primeiro filme sonoro de Buck Jones foi "The Lone Rider", em 1930, e Silver era também o nome de seu cavalo; nos filmes que se seguiram, a despeito de outros personagens, Silver continuou sendo o cavalo de Buck Jones. Depois de vinte e nove filmes para a Columbia Pictures, Jones e seu cavalo Silver transferiram-se para a Universal Pictures, em 1933.
- Sunset Carson

Silver também era o cavalo de Sunset Carson, ator de Western dos anos 40. Posteriormente Carson mudou seu nome para Cactus.

### Scout
O companheiro inseparável de Lone Ranger, o índio Tonto, também tinha um cavalo, o Scout (Escoteiro), um palomino manchado. Scout foi idealizado originalmente branco como a prata, mas quando a série foi feita, perceberam que isso faria Silver menos impressionante, e Scout foi alterado.

### Dynamite the Horse
Dynamite the Horse, algumas vezes creditado como Dynamite the Wonder Horse, participou de 10 filmes, sob seu próprio nome. Foi o cavalo do cowboy Jack Hoxie em vários Westerns.

### Silver King

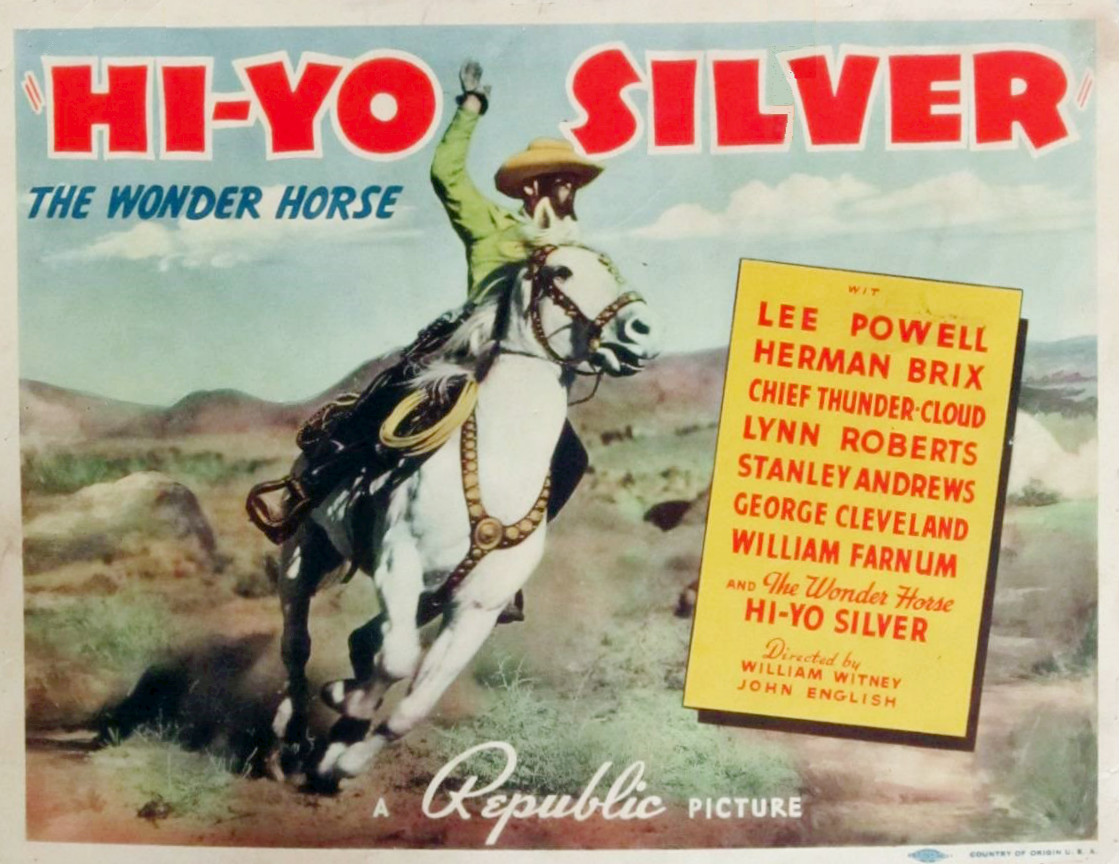
Lobby card de Hi-Yo-Silver (1940), versão relançada do seriado The Lone Ranger (1938)

Silver King, também conhecido como "Silver King the Wonder Horse", foi considerado um cavalo-ator, e fez diversos filmes entre 1924 e 1938.
Quando Fred Thomson decidiu se dedicar ao Western, a exemplo de outros cowboys da época, como Tom Mix e Buck Jones, que possuíam seus cavalos Tony e Silver, respectivamente, resolveu procurar um cavalo que fosse marcante em seus filmes. Quando praticava equitação em Nova Iorque, Fred encontrou o cavalo que buscava, um quase selvagem cavalo branco, e o comprou, dando-lhe o nome de Silver King (no Brasil, seu cavalo ficou conhecido como "Raio de Luar").
Fred Thomson foi o primeiro cowboy do cinema a dar ao seu cavalo as honras de astro, colocando-o em cartazes promocionais dos filmes, o que valeu o apelido, por parte do público, de "o cavalo com personalidade". A partir de The Mask of Lopez (A Máscara de Lopez), de 1924, da Monogram-FBO, sob direção de Albert Rogell, o nome de Fred Thomson aparece em primeiro lugar, e já surge, no elenco, o nome de seu cavalo, Silver King.
No filme The Sunset Legion (O Cavaleiro Negro), de 1928, Silver King era coberto por uma roupa de couro negra feita especialmente para ele, sob medida, pois Fred Thomson fez papel duplo, e às vezes montava um cavalo negro.
No seriado The Lone Ranger, de 1938, o primeiro em que aparece o personagem Lone Ranger e seu cavalo Silver, o cavalo é interpretado por Silver King. No segundo seriado, The Lone Ranger Rides Again, em 1939, Silver King já foi substituído pelo cavalo Silver Chief.
O mesmo cavalo Silver King foi montado, também, pelo ator Wally Wales (Hal Taliaferro) em seus filmes, na grande maioria das vezes quando fazia o personagem Wally Williams.
LEPIANE, João (1989). «Grandes Cowboys do Cinema: Fred Thomson». EBAL. Cinemin (53). 34 páginas

### Silver Chief
Foi o cavalo que substituiu Siver King no papel de Silver, no segundo seriado sobre Lone Ranger, The Lone Ranger Rides Again, em 1939. Aparentemente, este foi o único filme de Silver Chief.

### Rebel
Rebel foi o cavalo de Johnny Mack Brown, ator de Westerns conhecidos, tais como Billy the Kid, de King Vidor, em 1930. O nome original do cavalo de Brown era Reno, mas o nome foi mudado para Rebel quando o ator foi para a Monogram, nos anos 40.
Também era Rebel o nome do cavalo de Reb Russell, cowboy que fez uma série de 9 Western B para Willis Kent, entre 1934- 1935, distribuídos pela United Artists. Era denominado "The Marvel Horse", e foi treinado pelo veterano Tracey Lane.

### Koko
O nome do cavalo de Rex Allen, cantor e ator de Western, era Koko, conhecido como "o cavalo milagroso do cinema".
Em seu primeiro filme Rex rodou com um cavalo sem nome que se assemelhava em aparência e cor com o Champion, de Gene Autry. Em todos os outros filmes ele passou a montar Koko, com seu pêlo marrom escuro, que parecia preto nos filmes feitos em preto e branco, e que foi pintado de azul e preto nas suas histórias em quadrinhos. Rex era chamado de "O Cowboy do Arizona" e Koko o "O Cavalo Milagroso do Cinema".
"Eu comprei-o quando o vi pela primeira vez," disse Rex. "E um grande treinador chamado Glen Randall o adestrou para mim. Glen também treinou Trigger e muitos outros cavalos famosos do cinema". Os fãs dos filmes B consideravam Koko como o mais bonito cavalo do Western.
Koko morreu aos vinte e oito anos de idade, em 1968, e está enterrado no rancho de Rex, na Califórnia.

### Topper
Topper era o cavalo de Hopalong Cassidy, durante suas temporadas na United Artistas, Paramount e na série de TV. Era um palomino branco, mas, diferentemente do Tarzan de Ken Maynard e até do Trigger de Roy Rogers, ele não "atuava", limitando-se a levar o herói para onde fosse necessário.
A esposa de Boyd, Grace Bradley Boyd, escolhera o nome do cavalo porque gostava dos “TOPPER books” (ou filmes), que foram criados por Thorne Smith.

### Raider
Inicialmente Charles Starrett adquirira um cavalo chamado El Granito. Quando protagonizou Durango Kid, ele montou um cavalo branco denominado Raider, entretanto, quando não estava usando a máscara de Durango, montava um cavalo denominado Bullet. Charles Starrett relatava ter montado 33 cavalos brancos em seus filmes.
Durango Kid foi um cowboy fictício do cinema e dos quadrinhos, que surgiu pela primeira vez no faroeste B de 1940 “The Durango Kid”. O personagem somente seria retomado em 1945, quando a Columbia Pictures lança The Return of the Durango Kid e iniciou uma série que renderia sessenta e quatro filmes até 1952, todos interpretados pelo ator Charles Starrett. Ela foi relançada na televisão brasileira nos anos 1960, com grande sucesso.
Durango Kid vestia-se de negro e cobria parte do rosto com um lenço da mesma cor. O nome de seu cavalo era Raider (Corisco, no Brasil); quando o personagem retomava seus trajes civis, porém, ele era chamado de Bullet (Faísca no Brasil).

### Buttermilk
Buttermilk (1941-1972) era um cavalo baio com pontos escuros, que apareceu em vários filmes Western com sua dona, Dale Evans. Evans apaixonou-se pelo cavalo assim que o viu, e o comprou, montando-o em todos os episódios de “The Roy Rogers Show” na TV, de 1950 a 1957, em que ela atuava com o marido Roy Rogers, que conduzia o Trigger. Ambos os cavalos eram extremamente populares e se tornaram um sucesso de marketing, com réplicas em ferro fundido e de plástico, lâmpadas, e dezenas de outros produtos comprados por adultos e crianças. Foi treinado por Glenn Randall.
Após a morte de Buttermilk, em 1972, seu couro foi esticado sobre uma cópia de gesso, e colocado em exposição no “Roy Rogers and Dale Evans Museum”, em Victorville, Califórnia (o museu já foi transferido para Branson, Missouri)

### White Flash
Quando Tex Ritter começou seus filmes de Western, produzidos por Ed Finney, para a Grand National Pictures, na década de 30, foi usado um cavalo alugado, mas alguns anos depois Tex adquiriu seu White Flash, porém aparecia publicamente com animais diversos. Glenn Randall era seu treinador. Durante as séries para a Grand National e Monogram, os cartazes creditavam o cavalo de Tex, geralmente, como White Flash, mas posteriormente, em seus trabalhos para a Columbia, Universal e PRC, tais créditos desapareceram. O verdadeiro White Flash tinha 25 anos e estava cego quando Tex o deixou, em 1961.

### Diablo
Diablo era o cavalo de Cisco Kid, um galã mexicano seguidor do estilo "Robin Hood", que é sempre acompanhado pelo seu amigo Pancho e o seu cavalo Diablo. São dois paladinos que lutam pela justiça no oeste norte-americano, e os personagens foram criados por William Sydney Porter, no século XIX, sob o pseudônimo de O. Henry. O amigo de Cisco Kid, Pancho, montava o cavalo Loco. o ator Duncan Renaldo interpretou Cisco Kid em filmes e em uma série de televisão.
Em seu livro Hollywood Hoofbeats: Trails Blazed Across the Silver Screen (BowTie Press, 2005), o autor Petrine Day Mitchum menciona que o cavalo que Duncan Renaldo montava, no personagem de Cisco Kid, era chamado Diablo e era propriedade de Ralph McCutcheon, o que pode significar ser o cavalo Pair O'Dice.
Na verdade, Cisco Kid montou vários cavalos, inclusive um cavalo branco, durante as filmagens na Monogram Pictures.

### Loco
Era o palomino montado por Pancho (Leo Carillo), amigo de Cisco Kid.

### Pair O'Dice
Era um cavalo malhado que pertencia e fora treinado por Ralph McCutcheon, e foi montado por vários cowboys, além de atuar em outros filmes conhecidos. Foi montado por John Carroll, em Zorro Rides Again  (Republic, 1937), referido como o cavalo de Zorro, “El Rey”; por Bill Elliott no seriado “The Great Adventures of Wild Bill Hickok” (Columbia, 1938); por Jennifer Jones em “Duel in the Sun”; por Russell Wade na produção independente “Sundown Riders” (Film Enterprises, 1948) e atuou também em Tarzan’s Desert Mystery” (Sol Lesser/RKO, 1943). Dice também teve um papel em “It’s a Great Life” (Columbia, 1943), e com Dub 'Cannonball' Taylor em “Cowboy Canteen” (Columbia, 1944).
Dice viveu nos estábulos de McCutcheon, em Van Nuys, na Califórnia até 1958, quando, aos 30 anos, pelas suas dificuldades para sobreviver foi sacrificado.

### White Dust
O cavalo de Fred Scott era White Dust, porém todo o material publicitário, tais como os posters do Spectrum Films, trazem o nome White King. Talvez o nome real do cavalo era White Dust, mas optaram por usar White King em filmes de Scott.

### Lightning
Tim Holt usou quatro cavalos durante seu estrelato de 12 anos. Nos anos 40, antes de servir na WW2, seu cavalo era Duke, mas nos filmes pós-guerra há outros cavalos, entre eles Shiek, e o palomino Lightning. No fim de sua carreira como cowboy, montava um cavalo chamado Sun Dance.
Lightning the Horse era o cavalo montado por Pete Morrison em seus filmes.

### Silver Bullet
Whip Wilson iniciou com um cavalo branco chamado Silver Bullet; mais tarde o nome foi resumido para Bullet, e posteriormente trocado para Rocket, porque Roy Rogers tinha um cão denominado Bullet em seus filmes.

### Feather
Cavalo montado por Allan Lane em seis Westerns que fez para a Republic Pictures, nos anos 1940, quando substituiu Don “Red” Barry.

### Sonny
Wild Bill Elliott em seus filmes para a Columbia Pictures e na primeira temporada da Republic, montou uma variedade de cavalos pintados sob o nome de Sonny. Nos filmes de Red Ryder, Elliott montou um cavalo negro chamado Thunder.

### Thunder
Cavalo que foi montado inicialmente por Bill Elliott, quando interpretava o herói Red Ryder. Quando Allan Lane assumiu o lugar de Elliott em Red Ryder, passou a montar o Thunder, que provavelmente se tornou o Black Jack.

### Black Jack
Black Jack,(Tufão no Brasil). era o cavalo de Allan "Rocky" Lane. Parece que o cavalo Thunder, que pertencia a Bill Elliott e era montado nos filmes de Red Ryder foi vendido para Allan Lane em 1946, quando ele assumiu o papel que era de Red Ryder. Provavelmente, 'Thunder' se tornou o cavalo de Lane, 'Black Jack'.

### Starlight e Midnight
O Coronel Tim McCoy montava um cavalo branco denominado Starlight, e pode tê-lo comprado do ator da Republic Bob Livingston. Em Rough Riders, o trio da Monogram de 1941-42, Tim McCoy montava o cavalo Midnight.

### Rush e Black Diamond
Lash LaRue montou um cavalo preto cujo nome era  Black Diamond ... e houve também um cavalo preto chamado Rush. Há probabilidade de Rush e Black Diamond terem sido o mesmo cavalo.

### Pardner
Tradicionalmente, o cavalo de Monte Hale é chamado "Partner" ou "Pardner", embora o nome do cavalo nunca ter sido mencionado em qualquer um dos scripts. No entanto, uma história em quadrinhos com Monte pela Fawcett Publications citou o nome de seu cavalo como Partner.

### Ring-Eyed Nellie
Smiley Burnette montava um cavalo que inicialmente se chamava "Black Eyed Nellie”, depois foi abreviado para "Ring Eyed Nellie”, e finalmente para Ring Eye (possui um “anel” em torno do olho esquerdo). Na vida real, Smiley Burnette nunca possuiu um cavalo.

### Goldie e Mutt
Hoot Gibson montou diversos cavalos com os nomes Goldie, Midnight, Starlight, Mutt e Pal. A história diz que o palomino"Goldie" foi assassinado durante as filmagens de uma cena de perseguição... ou ficou ferido durante um filme, e teve que ser posto de lado.

### Lucky
Jimmy Wakely tinha o cavalo Lucky, o mesmo que Raymond Hatton montara na série de Johnny Mack Brown. Posteriormente, Lucky foi dado como prêmio no “Queen for a Day”. Sonny foi seu segundo cavalo, um alazão, com 4 meias, cara e crina brancas.

### Smoke
Dick Foran montava um palomino chamado "Smoke" (Smoky), que também foi utilizado no filme de Maynard. Muitas vezes Smoke era creditado como “Smoke the Wonder Horse”. Smoke esteve em 15 filmes ao lado de Dik Foran, entre eles dois seriados, Winners of the West, em 1940, e Riders of Death Valley, em 1941.

### Cochise
Little Joe Cartwright (Michael Landon), em Bonanza, montava um cavalo de 12 anos de idade, Cochise. Michael Landon o montou de setembro de 1959 até o início de 1964, quando o cavalo foi brutalmente ferido no estábulo, e teve que ser sacrificado. Michael Landon ofereceu uma recompensa para prender a pessoa responsável, mas o culpado nunca foi encontrado. Ao longo dos 14 anos de Bonanza, Landon montou 10 cavalos diferentes.

### Sonny, The Marvel Horse
Harry Carey Sr. tinha um cavalo citado como "Sonny, the Marvel Horse".

### Scar
Era o cavalo fictício de Vint Bonner (Restless Gun). O nome real do cavalo era John Henry.

### Big Buck
Ben Cartwright (Lorne Greene), na série Bonanza, montava um cavalo baio chamado Big Buck. Greene não gostava de cavalos.

### Buckshot
Era o cavalo de Wild Bill Hickock. Buckshot foi o cavalo montado por James Butler Hickok (Guy Madison), quando ele mantinha a lei e a ordem em Abilene, Kansas. O verdadeiro James Butler Hickok (1837-1876) tinha um cavalo chamado Buckshot, assim como um chamado Black Nell, que foi comprado em 1863 de um intendente da União. Black Nell morreu em 1870. Na lápide do cavalo se pode ler: "Here lies Black Nell, the most gallant heroine of the Civil War and of the Plains" ("Aqui jaz Black Nell, a heroína mais galante da Guerra Civil e das planícies").

### White Fury
O cavalo-ator “White Fury” foi usado em dois seriados da era muda, pela Mascot Pictures, em 1927 e 1928: Heroes of the Wild (1927) e The Golden Stallion (1928). Na divulgação do filme, o cavalo era creditado e anunciado como “King of the Horses”. Boyd Magers, em Reviews and Observations on Silent Westerns, questiona ser o mesmo cavalo nos dois filmes.

### Apache
Apache foi um cavalo negro que iniciou carreira substituindo “Rex the Wonder Horse” no seriado The Devil Horse, pela Mascot Pictures, na ocasião por questões de orçamento (no filme homônimo, de 1926, o papel fora de “Rex the Wonder Horse”). Era treinado por Tracy Layne, e tornou-se conhecido, participando dos filmes Border Wolves, The Last Stand, Western Trails, Outlaw Express, Black Bandit, Guilty Trails e Honor of the West, todos de 1938, e na maioria deles não foi creditado. A clássica cena em que Yakima Canutt paira sob o pescoço de um cavalo preto, e o animal tenta empurrá-lo, foi filmada para The Devil Horse em 1932, com Apache e Yakima Canutt dublando Harry Carey.

### Rocky the Horse
O ator e dublê Kermit Maynard tinha o cavalo Rocky. Algumas fontes referem como sendo Baron o nome de seu cavalo, outras fontes referem como Baron o cavalo de Tom Tyler.

### Beverly  & Star
Beverly e Star foram cavalos-atores da atriz Marilyn Mills, os quais foram usados em vários filmes dela e em filmes com Art Acord.

## Cavalos do Zorro

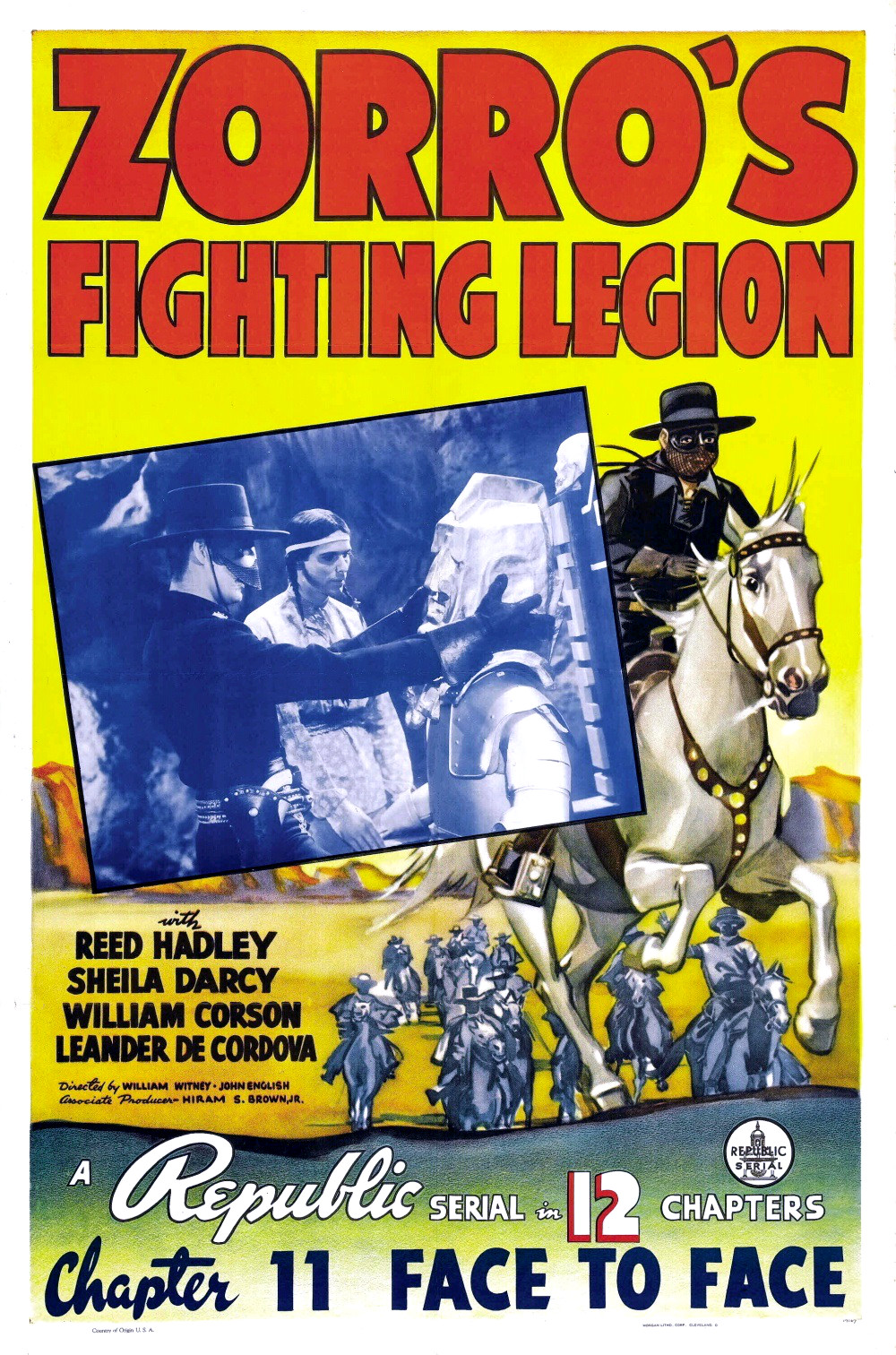
Zorro montado em um cavalo branco no pôster do seriado Zorro's Fighting Legion

São os cavalos fictícios de Zorro, dependendo de sua situação; o tradicional é o cavalo negro Toronado ou Tornado e um cavalo branco em três produções: no seriado Zorro's Fighting Legion (Republic, 1939), na série da Disney, um cavalo chamado Phantom e no desenho japonês, um cavalo chamado de Viento. Em Zorro Rides Again (1937), James Vega, o bisneto do Zorro original tem o cavalo malhado "El Rey", que é dito ser descendente do cavalo do Zorro original. Em The Mask of Zorro (1998), o novo Zorro, Alejandro Murietta, rouba um cavalo negro e dá o nome de Tornado, no filme é dito que é um cavalo andaluz, mas foi interpretado por três frísios e um mustangue.

## Cavalos de outros cowboys
Os cavalos usados por Bob Steele foram muitos, e alguns dos nomes incluem Boy, Sacks, Shiek, Brownie, Flambow, CoCo, Zane, Toby, Sonny, além de outros.
Tom Tyler montou também vários cavalos, entre eles Ace, Baron, Red, e Boy. Além de alguns cavalos "sem nome" durante seus primeiros trabalhos, Tyler parece ter usado pelo menos sete animais diferentes (contando o branco durante o filme “Three Mesquiteers”, da Republic).
Donald 'Red' Barry montou o cavalo Banner durante seus trabalhos para a Republic, nos anos 40. Há referências, porém, de no filme “The Tulsa Kid” ter chamado seu cavalo de Cyclone, e no filme “The Adventures of Red Ryder”, usou um cavalo negro chamado Thunder.
Sunset Carson usou em seus filmes para a Republic um cavalo branco, que originalmente chamou de Silver, e depois mudou o nome para Cactus.
Eddie Dean montou diversos cavalos em seus Western: War Paint, White Cloud, Copper e Flash.
Matt Dillon montou diversos cavalos durante os vinte anos de Gunsmoke. Dois são retratados em cartões comerciais de Gunsmoke. Na impressão, Dillon chama seu cavalo Buck, mas na televisão nunca o chamou assim. Dillon nunca foi um amigo de seu cavalo, como Roy Rogers e Gene Autry.
O cowboy-ator Art Acord montava nos rodeios um cavalo chamado Raven.

## Outros cavalos notáveis do Western
- Black Diamond com Bob Wills
- Chub com Eric “Hoss” Cartwright (Dan Blocker) em Bonanza. Também Ginger & Paiute.
- Duke e Dollar com John Wayne
- Falcon com Buster Crabbe
- Joker com Jingles P. Jones (Andy Devine), o ajudante de Wild Bill Hickock.
- King com Bill Cody
- Knight com Rod Cameron
- Mike com George O’Brien
- Misty Girl com Victoria Barkley (Barbara Stanwyck).
- Papoose com Little Beaver (Bobby Blake)
- Pecos com Wrangler Jane (Melody Patterson) em F Troop.
- Robin Hood com Jack Holt
- Shamrock com Bob Livingstone
- Starlight com Jack Perrin
- Target com Annie Oakley
- White Eagle e Silver com Bug Jones

## Mulas

### Josephine
Arkansas Slim Andrews teve, nas histórias em quadrinhos, uma turbulenta comparsa chamada Josephine.

### Worthless
Dirty Sally, personagem de Gunsmoke baseada em Sally Fergus, no episódio "Pike". "Pike" I e II foram ao ar em 1971, e um outro episódio com Sally, "One for the Road", foi exibido em 1972. A Dirty Sally na TV foi ao ar de 11 de janeiro de 1974 a 19 de julho de 1974. Jeanette Nolan fez o papel de Sally três vezes. A mula de Sally foi batizada de "Worthless".